# Scott McKay
Pour les articles homonymes, voir McKay.
Scott McKay, né le 2 décembre 1960 à Montréal (quartier Tétreaultville), est un auteur, spécialiste en environnement et homme politique québécois. Chef du Parti vert du Québec de 2006 à 2008, il rejoint le Parti québécois, sous la bannière duquel il est élu député de L'Assomption à l'élection de 2008, puis de la nouvelle circonscription de  Repentigny en 2012. Il agit notamment à titre de porte-parole de l’opposition officielle en matière d’environnement, puis d’adjoint parlementaire au ministre de l’Environnement. Il est défait lors des élections générales québécoises de 2014 par la caquiste Lise Lavallée.

## Biographie

### Jeunesse et formation
Il est le fils d'une mère québécoise et d'un père d'origine irlandaise. Il obtient un certificat en économie, un baccalauréat ès sciences en 1987, puis une maîtrise en sciences environnementales de l'Université du Québec à Montréal (UQAM) en 1993.

### Carrière municipale (1986-1994)
Élu en 1986 à l’âge de 25 ans, Scott McKay devient le plus jeune membre du conseil municipal de Montréal. Il représente pendant deux mandats (1986–1994) le district d’Honoré-Beaugrand, dans le quartier Tétreaultville, sous l’administration du maire Jean Doré et du Rassemblement des citoyens et citoyennes de Montréal (RCM).
Parmi ses réalisations, on retrouve la mise en place de la navette fluviale Promenade-Bellerive/Îles-de-Boucherville, initiative de mobilité durable reliant l'est de Montréal au parc national des Îles-de-Boucherville.
Durant ses mandats, McKay siège également à la Commission de l’environnement de la Communauté urbaine de Montréal (CUM), et agit comme vice-président de la Commission de l’environnement et des travaux publics de la Ville de Montréal.

### Carrière professionnelle
Avant et entre ses engagements politiques, McKay travaille dans le domaine de l’environnement. Il enseigne le traitement des eaux (1980–1986), fonde et dirige SMK Gestion de l’environnement, et occupe des postes en gestion des matières résiduelles, ventes internationales et développement de marché dans des entreprises telles que DESSAU, les Industries Fournier et Elcotech.

### Vie politique québécoise

#### Parti vert du Québec
Élu chef du Parti vert du Québec en mai 2006, McKay mène le parti à l’élection générale de 2007, où il obtient 152 885 voix (3,85 %), une forte progression par rapport à l’élection précédente. Aucun candidat n’est élu, mais le parti dépasse Québec solidaire pour la première fois. Il quitte la direction du parti en mars 2008.
Élu chef du Parti vert du Québec le 28 mai 2006, McKay mène le parti à l'élection générale québécoise de 2007, où le parti récolta 152 885 votes, et 3,85 % des votes, terminant quatrième dépassant Québec solidaire. C'est une nette amélioration par rapport à l'élection précédente, où le Parti vert du Québec avait terminé sixième, avec moins de 17 000 voix et 0,44 % du vote, loin derrière l'ancêtre de Québec solidaire, l'Union des forces progressistes. Dans son comté, Bourget, McKay terminera quatrième, avec 2 632 votes et 8,09 % des voix. Il quitte la direction du parti en mars 2008. À l'élection partielle du 18 mai 2008 dans la circonscription de Bourget, il termine troisième, devant l'Action démocratique du Québec et Québec solidaire. Par la suite, il joindra le Parti québécois.

#### Parti québécois
Il rejoint le Parti québécois en 2008, et est élu député de L'Assomption. Il est nommé porte-parole de l’opposition officielle en matière d’environnement et de développement durable, puis prend part aux débats ayant mené à la fermeture de la centrale nucléaire de Gentilly-II. En 2010, il dépose un projet de loi visant un moratoire sur les gaz de schiste.
À l'élection de 2012, à la suite de la réforme de la carte électorale, il se présente dans la nouvelle circonscription de Repentigny sous la bannière du Parti québécois, autrefois dans L'Assomption. Il est élu avec une majorité de 1 200 voix sur la Coalition avenir Québec (CAQ). Il est nommé adjoint parlementaire au ministre de l'environnement, du développement durable, de la faune et des parcs par la première ministre Pauline Marois. Il est défait lors des élections générales québécoises de 2014 par la caquiste Lise Lavallée.

#### Engagement municipal ultérieur
En 2017, il se présente aux élections municipales de Montréal de 2017 avec l’équipe de Denis Coderre, mais n’est pas élu.

## Vie après la politique
Il enseigne la responsabilité sociale des entreprises dans plusieurs écoles de gestion, dont HEC Montréal, l’École des sciences de la gestion de l’UQAM (ESG UQAM) et l’Université d’Ottawa. Sa contribution à l’enseignement du développement durable a été reconnue en 2019 par le Réseau international de recherche sur les organisations et le développement durable (RIODD), qui lui a décerné le prix du meilleur cas pédagogique.
Toujours actif dans les débats publics, Scott McKay intervient régulièrement comme analyste ou conférencier sur les questions environnementales et sociétales, et continue de promouvoir une approche intégrée de la transition écologique, alliant innovation, économie circulaire et responsabilité sociale.
Le Conseil des ministres du Québec l’a nommé, en 2019, commissaire additionnel à temps partiel au Bureau d’audiences publiques sur l’environnement (BAPE). Il y remplit un second mandat, qui doit se terminer en septembre 2025.

## Publications
- Scott McKay, Pour un Québec vert et bleu : Le virage vert, l'économie et la gouvernance, Québec, Presses de l'Université Laval, 2013, 180 p. (ISBN 978-2-7637-1806-4, OCLC 906194052, lire en ligne)
- Scott McKay, L'Aventure du caca ; Égouts et gestion des eaux, Éditions Somme toute, septembre 2020, 144 pages. https://www.editionssommetoute.com/Livre/laventure-du-caca
- En plus de nombreuses lettres ouvertes et textes de réflexion publiés dans des revues et quotidiens nationaux.